# Ross Powers
Ross Gerard Powers (Bennington, 10 febbraio 1979) è un ex snowboarder statunitense.

## Palmarès

### Olimpiadi
- 2 medaglie:
  - 1 oro (halfpipe a Salt Lake City 2002)
  - 1 bronzo (halfpipe a Nagano 1998)

### Mondiali
- 1 medaglia:
  - 1 oro (halfpipe a Lienz 1996)

### Coppa del Mondo
- Miglior piazzamento in classifica generale: 3º nel 1999
- Vincitore della Coppa del Mondo di halfpipe nel 1996 e nel 1999
- 23 podi:
  - 9 vittorie
  - 10 secondi posti
  - 4 terzi posti

#### Coppa del Mondo - vittorie
| Data             | Luogo          | Paese       | Disciplina |
| ---------------- | -------------- | ----------- | ---------- |
| 3 febbraio 1995  | Alts           | Giappone    | HP         |
| 18 gennaio 1996  | San Candido    | Italia      | HP         |
| 17 febbraio 1996 | Kanbayashi     | Giappone    | HP         |
| 23 novembre 1998 | Tandådalen     | Svezia      | HP         |
| 16 dicembre 1998 | Monte Bachelor | Stati Uniti | HP         |
| 6 febbraio 1999  | Park City      | Stati Uniti | HP         |
| 14 febbraio 1999 | Asahikawa      | Giappone    | HP         |
| 20 febbraio 1999 | Naeba          | Giappone    | HP         |
| 13 marzo 1999    | Valdaora       | Italia      | HP         |

Legenda:

HP = Halfpipe